# Huntington Place
Huntington Place (anteriormente conocido como Cobo Hall, Cobo Center y TCF Center) es un centro de convenciones situado en el inicio del Boulevard Washington en Detroit, la ciudad más poblada del estado de Míchigan (Estados Unidos). Fue nombrado en honor a Albert E. Cobo, alcalde de Detroit de 1950 a 1957. Fue diseñado por el arquitecto Gino Rossetti y abrió sus puertas en 1960. Expandido en 1989, el complejo tiene 220 000 m².
Huntington Place es la sede de las exhibiciones del North American International Auto Show (NAIAS), que se realiza en enero, y de Detroit Autorama, en marzo.
Dentro del edificio se encuentra la estación Huntington Place del Detroit People Mover.